# Pražská brána (Beroun)
Pražská brána (Dolní brána) se nachází v Berouně východním směrem od náměstí na ulici Na příkopě. Jako součást městského opevnění měla ochraňovat město před napadením nepřátel. Dolní brána je dodnes zachována v původním stavu pozdně gotické doby, oproti Horní (Plzeňské) bráně, která změnila svůj vzhled z pozdně gotické stavby do podoby barokní. Brána je zapsána v Ústředním seznamu nemovitých kulturních památek ČR a nachází se na území městské památkové zóny.

## Historie
- Konec 13. století – vznik brány, přímo proti původnímu brodu přes řeku
- 15. století – vystavěno předbraní
- 1421 – město dobylo husitské vojsko Jana Žižky
- Počátek novověku – využití věže jako vězení
- Počátek 19. století – zaniklo předbraní
- 1911–1912 – brána musela být zdemolovaná kvůli špatnému stavu, ale podařilo se zachránit a rekonstruovat
- V bráně obýval branný, který spravoval Dolní bránu a později ve 20. století brána sloužila jako Berounský Okresní archív
- 2004 – poslední rekonstrukce Dolní brány, při které byla opravena cela fasáda včetně obnovy původního kvádrování, dále poškozené části střechy a došlo i na restaurování střešních makovic a korouhví se symbolem českého lva a znakem královského města.
- Dnes se na Pražské bráně nachází galerie Jiřího Jeníčka. Aktuální soubory fotografií zde vystavují studenti pražské FAMU.[2]

## Popis
Brána je čtyřpodlažní stavbou s průjezdem. Ten je valeně zaklenutý a opatřený kruhovým otvorem. Oba portály jsou lomené. Zachován vysoký hrotitý výklenek pro spouštění padací mříže, který se nachází zvenku na východně straně. Tloušťka zdi měří dva až tři metry a půdorys brány 10,3 × 9,3 metru. Vstup do věže vede portálem z průjezdu.
Do prvního patra se vstupuje po vřetenovém schodišti. Podle hrotitého portálku pod úrovní prvního patra vedl původní vstup do věže po můstku z jižního hradebního ochozu. První patro věže je zaklenuto valenou klenbou a opatřeno novodobými kamny.
Druhé patro je jíž plochostropé a se zachovalým pilířem komína v hlavní světničce. Před ní se nachází předsíň s ukončením věžního schodiště a žebříkovitým schodištěm ke krovu. Ten lze s jeho vyzděnými stěnami považovat za nejvyšší, čtvrté podlaží věže. Trojice okének byla vestavěna do proluk mezi stínkami někdejšího cimbuří. Věž je zakotvena dlátkovou střechou se dvěma špicemi s makovicemi a korouhvičkami. S oken je lze zpozorovat výhled na město Beroun.

## Galerie

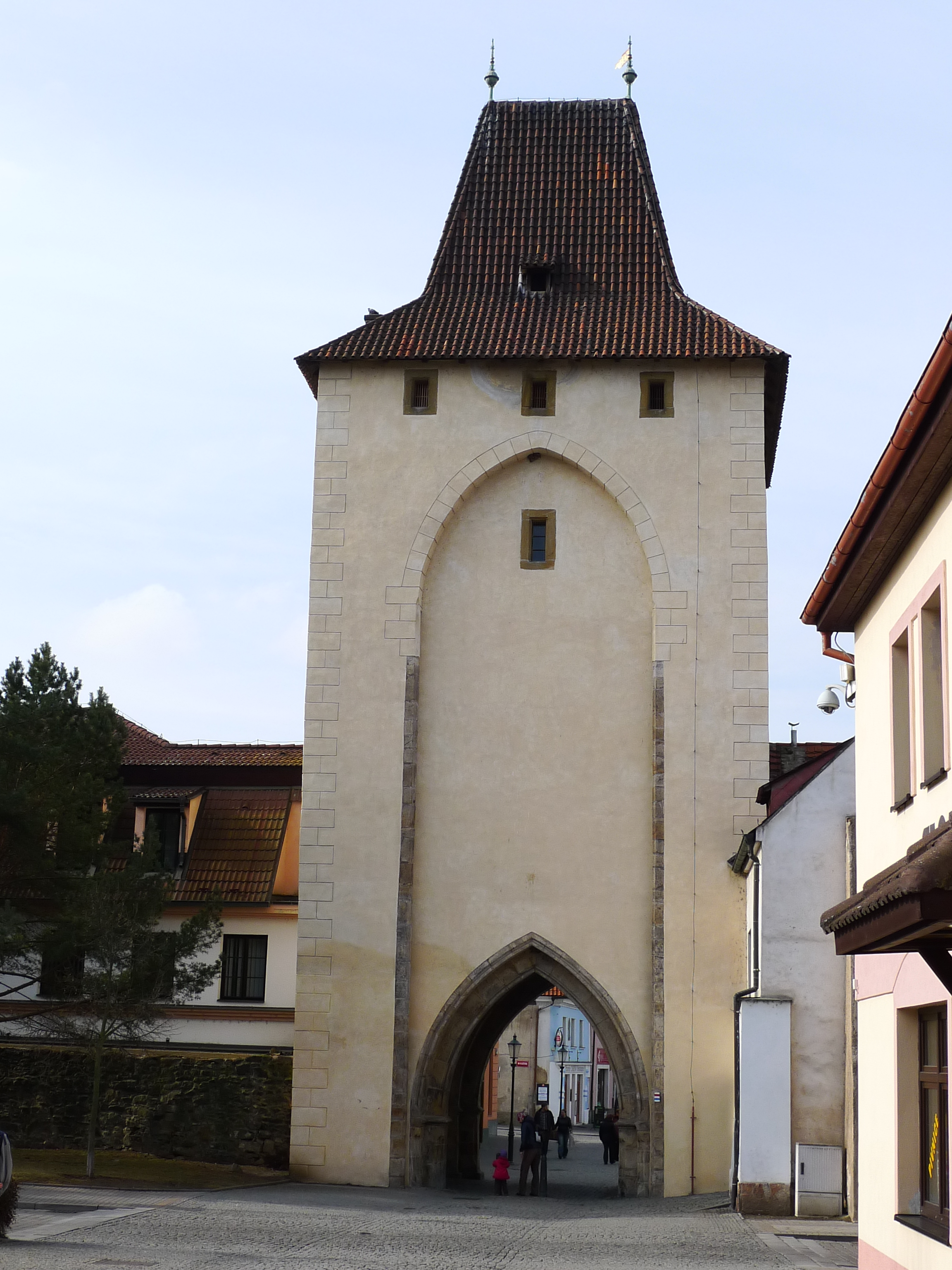
Dolní brána z vnější strany
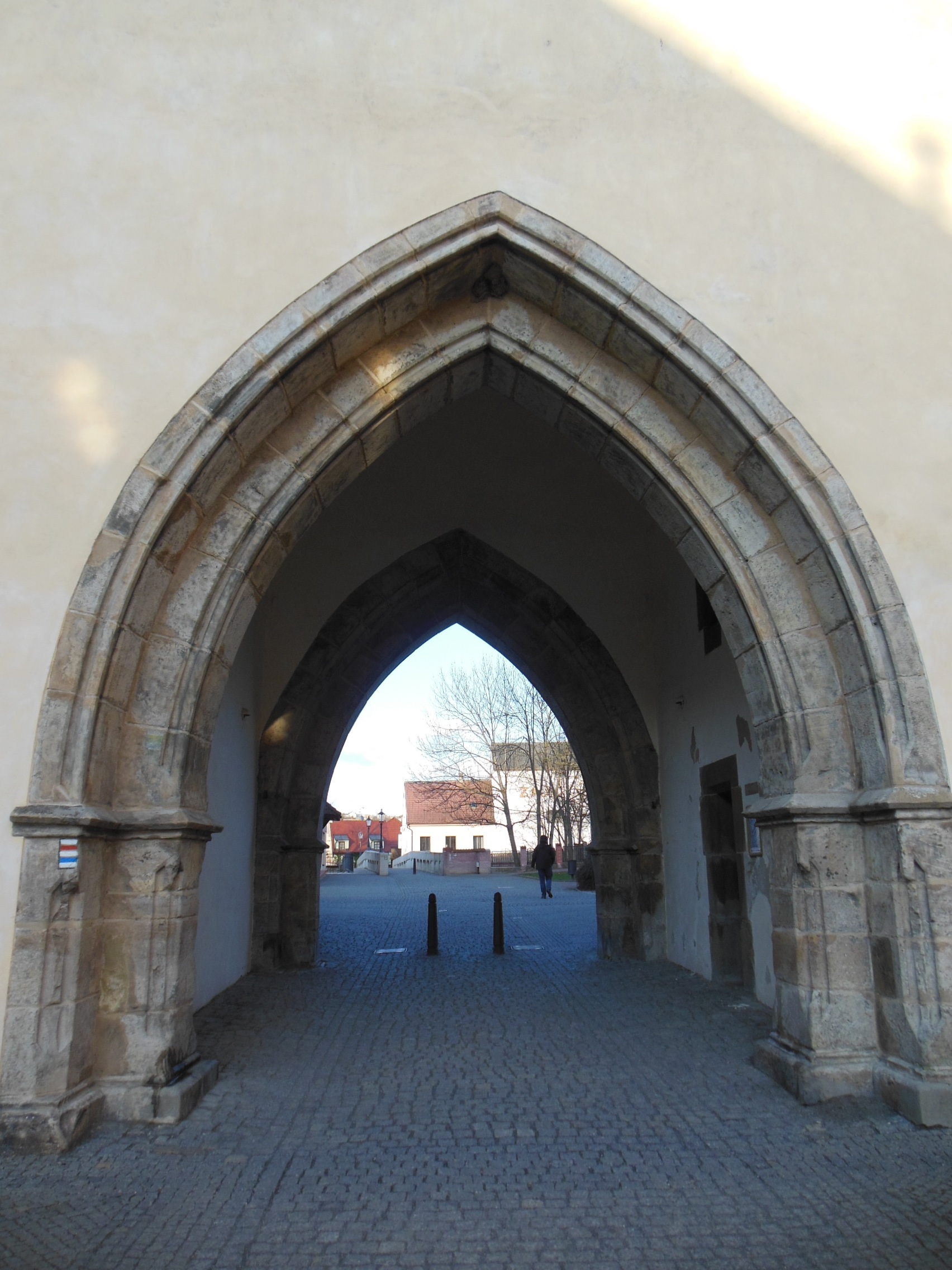
Průjezd
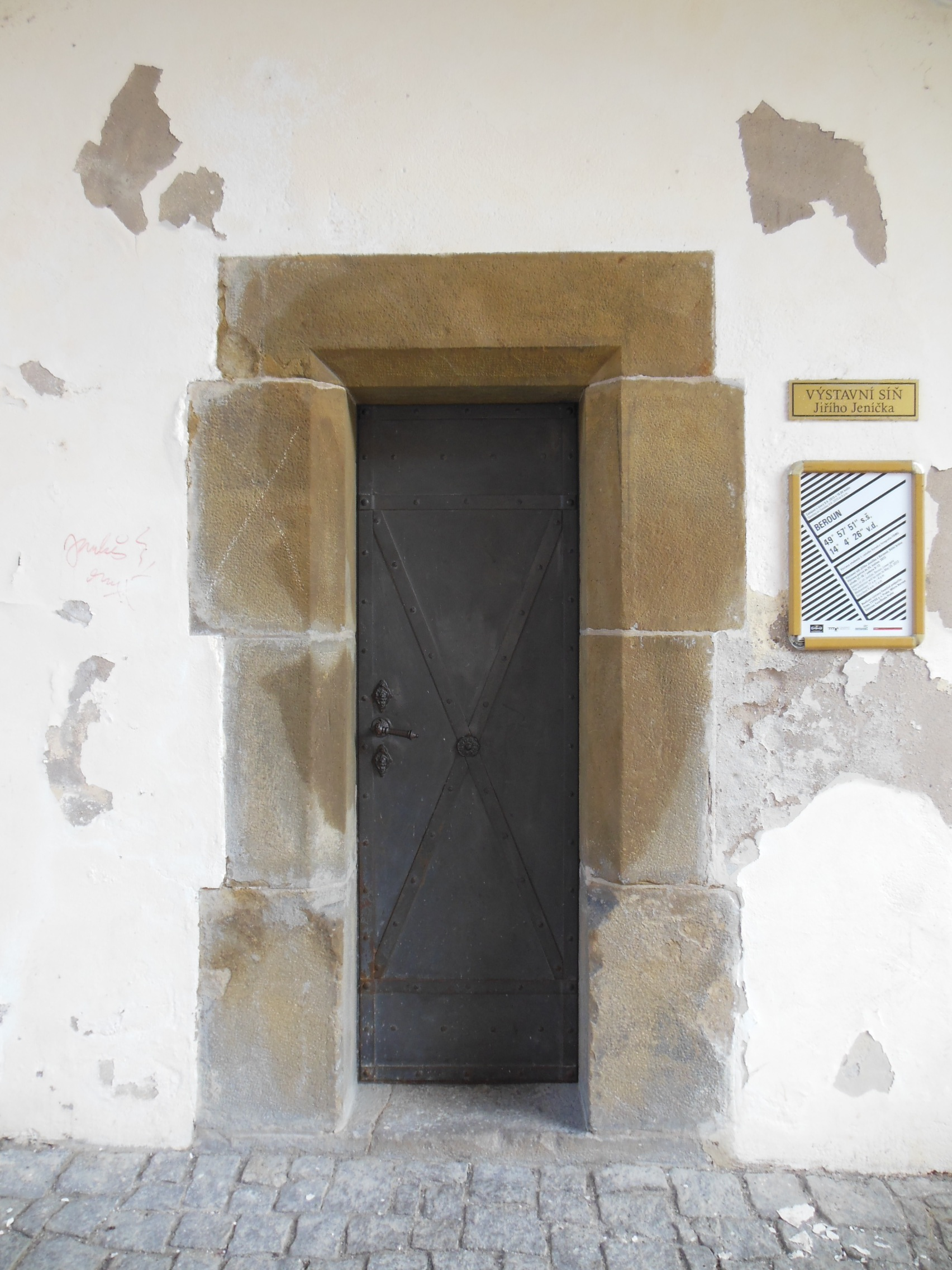
Vstup do věže